# Pedro Armendáriz
Pedro Gregorio Armendáriz Hastings (Ciudad de México, 9 de mayo de 1912-Los Ángeles, 19 de junio de 1963), conocido como Pedro Armendáriz, fue un actor mexicano.

## Biografía y carrera

### 1912-1934: primeros años
Pedro Gregorio Armendáriz Hastings nació el 9 de mayo de 1912 en Ciudad de México, siendo hijo del mexicano Pedro Armendáriz García-Conde, y de la estadounidense Adela Hastings, con quienes vivió en Texas. Era primo de la actriz Gloria Marín. En su infancia, luego de la muerte de su madre, él y su hermano menor, Francisco, fueron llevados a vivir con su tío Henry Hastings, Sr., quien radicaba en Laredo, Texas. Continuó sus estudios en San Luis Obispo, California, donde terminó su carrera de ingeniería en la Universidad Politécnica Estatal de California. Comenzó en el mundo de la actuación al participar en las obras teatrales representadas por el grupo de teatro de la Universidad de California.[cita requerida]
Al terminar sus estudios, se trasladó a la Ciudad de México, donde se empleó como ferrocarrilero, guía de turistas y periodista de la revista bilingüe México Real.[cita requerida]

### 1934-1948:Época de Oro del cine mexicano
Fue descubierto por el director de cine Miguel Zacarías cuando Armendáriz recitaba el monólogo de Hamlet a una turista estadounidense. Filmó su primera película, María Elena, a los 22 años, y desde entonces actuó en decenas de películas alternando el cine mexicano con el estadounidense debido a que hablaba perfectamente el idioma inglés.[cita requerida] En 1938, contrajo matrimonio con Carmelita Bohr, con quien procreó dos hijos; un niño llamado Pedro Armendáriz Jr., y una niña llamada Carmen Armendáriz.
Fue uno de los actores preferidos de Emilio Fernández, con quien realizó las cintas; Soy puro mexicano (1941), Flor silvestre (1942), María Candelaria (1943), Bugambilia (1945), Enamorada (1946), La perla (1947) y Maclovia (1948), alternando con figuras tan míticas como Dolores del Río y María Félix.
Bajo la dirección de Emilio Fernández, Pedro Armendáriz desarrolló los rasgos de personalidad cinematográfica que lo caracterizarían: hombres duros y varoniles, indígenas, campesinos y revolucionarios. Armendáriz retrató en repetidas ocasiones a Pancho Villa. 
Sus trabajos con Dolores del Río le dieron visibilidad internacional, trabajando juntos en María Candelaria', Las abandonadas (1944), Bugambilia (1944), y La malquerida (1949). María Félix fue su otra compañera, en películas como Enamorada (1946) o Maclovia (1948).[cita requerida]

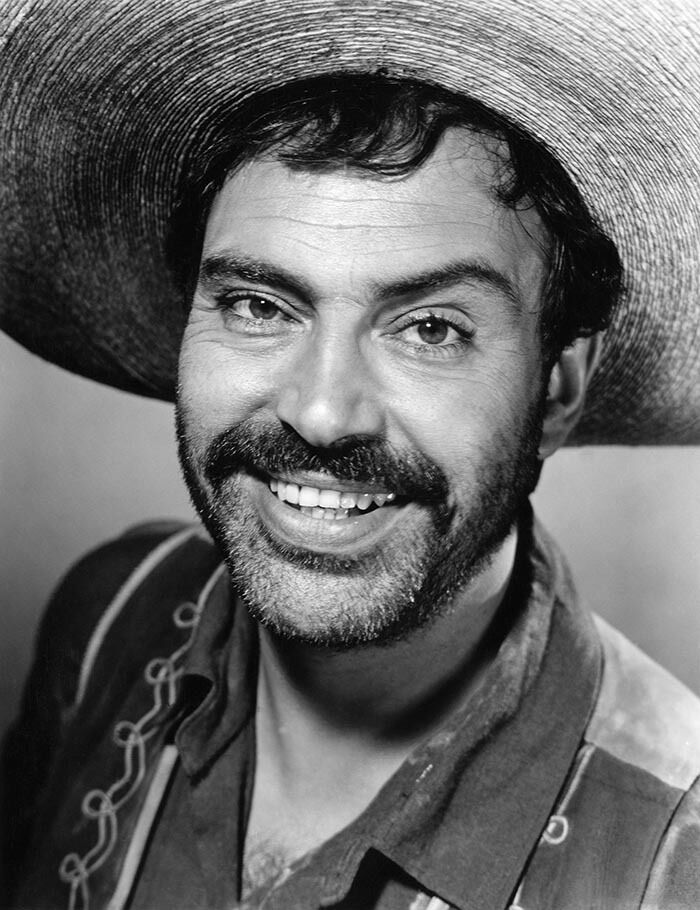
En 3 Godfathers (1948).

A la par de sus proyectos en México, alternó en Estados Unidos con producciones como The Fugitive (1947), Fort Apache (1948) y 3 Godfathers (1948). 

### 1949-1962: cine clásico de Hollywood e internacionalización
Establecido en el cine mexicano, prosiguió su carrera en el cine clásico de Hollywood con cintas como We Were Strangers (1949), The Torch (1950), Border River (1954), The Conqueror (1956) y Diane (1956). En Europa, destacó su participación en la película Lucrèce Borgia (1953), filmada en Francia. 
Durante este tiempo, en México sobresalió por su protagónico en El bruto (1953), así como por las películas La cucaracha (1959) y La bandida (1962).[cita requerida]

### 1963:From Russia with Lovey enfermedad
Su última participación actoral fue en 1963, interviniendo en la segunda película de la franquicia de James Bond, From Russia with Love, filmada el mismo año. En ella interpretó a Kerim Bey, el jefe del servicio secreto turco que ayuda a James Bond en su misión de inteligencia encomendada. 
Su rendimiento en este filme se vio afectado por un cáncer que padecía, que le había sido detectado a finales de los cincuenta. Durante el rodaje, su padecimiento se encontraba en etapa terminal por una metástasis, hecho que le fue informado durante una revisión médica en el hospital Ronald Reagan UCLA Medical Center. Aún con sus dolencias y malestares, continuó laborando hasta que su enfermedad se lo permitió, con la intención de asegurarle un futuro financiero a su familia. Hacia el final de las grabaciones se hallaba demasiado enfermo para realizar sus partes, por lo que en sus escenas finales fue reemplazado por un doble, el director Terence Young. Armendáriz murió cuatro meses antes del estreno de la película.

## Muerte
El 19 de junio de 1963, aquejado por los fuertes dolores de su cáncer, Armendáriz se hizo un segundo estudio donde los doctores le dieron un segundo diagnóstico desalentador: su cáncer ya se encontraba en fase terminal y nada se podía hacer por él. Ante este diagnóstico, Armendáriz no soportó el enterarse de tal noticia y finalmente el actor se suicidó en un hospital de Los Ángeles, California, a los 51 años de edad, disparándose con un arma de fuego que había introducido de contrabando al nosocomio. Su cuerpo fue repatriado a México y enterrado en una tumba dentro de la parcela de la Asociación Nacional de Actores (ANDA) del Panteón Jardín, ubicado en Ciudad de México. 

### Leyenda urbana
En 1956, filmó The Conqueror, un filme producido por Howard Hughes. Este se grabó en Utah, cerca del sitio donde el gobierno estadounidense había realizado pruebas nucleares en el vecino estado de Nevada. Al parecer, la radioactividad perjudicó a varios miembros del reparto y de la producción, quienes fueron muriendo de cáncer posteriormente.[cita requerida] En un lapso de 25 años, 91 de las 220 personas involucradas en la realización de la película enfermaron de cáncer y 46 de ellas murieron a consecuencia de esta enfermedad, entre ellas los artistas John Wayne, Susan Hayward, y Agnes Moorehead, así también como el director de la cinta, Dick Powell.

## Filmografía

### Cine

#### México
- 1935 - María Elena
- 1935 - Rosario
- 1937 - Mi candidato
- 1937 - La Adelita
- 1937 - Amapola del camino
- 1937 - Jalisco nunca pierde
- 1937 - Las cuatro milpas
- 1938 - El indio
- 1938 - Canto a mi tierra / México canta
- 1938 - La china Hilaria
- 1938 - La reina del río
- 1938 - Una luz en mi camino
- 1938 - Los millones de Chaflán
- 1939 - Con los Dorados de Villa
- 1939 - Los olvidados de Dios
- 1940 - Recordar es vivir
- 1940 - El Zorro de Jalisco
- 1940 - El secreto del sacerdote
- 1940 - Pobre diablo
- 1940 - Mala yerba
- 1940 - El jefe máximo
- 1940 - El Charro Negro
- 1941 - Ni sangre ni arena
- 1941 - Simón Bolívar / Libertador de América
- 1941 - Allá en el Bajío
- 1941 - Del rancho a la capital
- 1941 - La epopeya del camino
- 1941 - La isla de la pasión / Clipperton
- 1942 - Soy puro mexicano
- 1943 - Tierra de pasiones
- 1943 - La guerra de los pasteles
- 1943 - Las calaveras del terror
- 1943 - Flor silvestre
- 1943 - Konga Roja
- 1943 - Distinto amanecer
- 1943 - María Candelaria (Xochimilco)
- 1944 - El Corsario Negro
- 1944 - Las abandonadas /Sombra enamorada
- 1944 - Alma de bronce
- 1944 - El capitán Malacara
- 1944 - Bugambilia
- 1944 - Entre hermanos
- 1945 - La perla
- 1945 - Rayando el sol
- 1946 - Enamorada
- 1947 - Albur de amor
- 1947 - La casa colorada
- 1947 - Juan Charrasqueado
- 1948 - En la hacienda de La Flor / El hijo de Juan Charrasqueado
- 1948 - Maclovia /Belleza maldita
- 1948 - Al caer la tarde
- 1949 - Pancho Villa vuelve / Vuelve Pancho Villa
- 1949 - El abandonado
- 1949 - La malquerida
- 1949 - El charro y la dama
- 1949 - Bodas de fuego
- 1950 - La loca de la casa
- 1950 - Tierra baja
- 1950 - Rosauro Castro
- 1950 - Por la puerta falsa
- 1951 - Camino del infierno
- 1951 - Los tres alegres compadres
- 1951 - La noche avanza
- 1951 - Carne de presidio
- 1951 - Ella y yo
- 1951 - Por querer a una mujer
- 1952 - El bruto
- 1952 - El rebozo de Soledad
- 1953 - Reto a la vida
- 1953 - Mulata
- 1954 - Dos mundos y un amor
- 1954 - La rebelión de los colgados
- 1955 - Canasta de cuentos mexicanos
- 1955 - La escondida
- 1956 - El impostor
- 1956 - El conquistador de Mongolia
- 1957 - Los salvajes
- 1957 - La mujer que no tuvo infancia
- 1957 - El Zarco
- 1957 - Ando volando bajo
- 1957 - Yo quiero ser artista / El cartero del barrio
- 1957 - Flor de mayo / Topolobampo
- 1957 - Así era Pancho Villa / Cuentos de Pancho Villa
- 1958 - Pancho Villa y la Valentina / Más cuentos de Pancho Villa
- 1958 - Cuando ¡Viva Villa! es la muerte
- 1958 - Café Colón
- 1958 - La cucaracha
- 1958 - Dos hijos desobedientes
- 1958 - Las señoritas Vivanco
- 1958 - Los desarraigados
- 1958 - Sed de amor
- 1959 - Yo pecador
- 1959 - El hambre nuestra de cada día
- 1959 - Calibre 44
- 1960 - La cárcel de Cananea
- 1960 - El indulto
- 1960 - Verano violento
- 1960 - Dos hijos desobedientes
- 1961 - Los hermanos Del Hierro
- 1961 - El tejedor de milagros
- 1961 - Los valientes no mueren
- 1962 - La bandida
- 1976 - México de mis amores

#### Estados Unidos
- 1946 - The Fugitive
- 1947 - Fort Apache
- 1948 - 3 Godfathers
- 1949 - Tulsa
- 1949 - We Were Strangers
- 1949 - The Torch
- 1953 - Border River
- 1953 - The Littlest Outlaw
- 1954 - The Conqueror
- 1955 - Diane
- 1956 - The Big Boodle
- 1957 - Manuela / Stowaway Girl
- 1958 - The Wonderful Country
- 1958 - The Little Savage
- 1961 - Francis of Asissi
- 1963 - Captain Sindbad

#### Francia
- 1953 - Lucrèce Borgia
- 1952 - Les amants de Tolède
- 1954 - Fortune carrée

#### Italia
- 1955 - Tam tam mayumbe
- 1955 - Uomini e Lupi
- 1961 - Arrivano i titani

#### Reino Unido
- 1963 - From Russia with Love /Desde Rusia con amor /El regreso del agente 007

### Televisión
- 1956-1961 - Playhouse 90 (EUA) [Episodio: "Target for Three" (1 de octubre de 1959)]
- 1958-1960 - Westinghouse Desilu Playhouse /Espejo del destino (EUA) [Episodio: "So Tender, So Profane" (30 de octubre de 1959)]
- 1960 - Aquí está Pancho Villa (México)